# Great Olympics
Great Olympics je ghanský fotbalový klub z hlavního města Accra založený roku 1954.

## Úspěchy
- Ghana Telecom Premier League - 1970, 1974
- Ghanaian FA Cup - 1975, 1983, 1995

## Významní bývalí hráči
- Daniel Addo
- Issah Ahmed
- George Alhassan
- Aziz Ansah
- Godwin Attram
- Ali Ibrahim
- Laryea Kingston
- Richard Kingson
- Kwesi Nicholas
- Michael Ocansey
- Razak Pimpong
- David Ofei
- Amui Quaye
- Daniel Quaye
- Haruna Alhassan